# Radio Grésivaudan
 (avril 2021).
Radio Grésivaudan est une station de radio associative non commerciale iséroise généraliste de catégorie A créée au troisième trimestre 1981 par un groupe formé d'acteurs socio-culturels, de militants d’associations.
Radio Grésivaudan émet depuis des locaux situés sur le territoire de Crolles et sa zone de couverture sur la bande FM s'étend comme son nom l'indique entre les agglomérations de  Grenoble et de Chambéry, ce qui correspond à la zone géographique de vallée du Grésivaudan .